# 蒙马达莱斯
蒙马达莱斯（法語：Monmadalès，法語發音：[mɔ̃madalɛs]）是法国多尔多涅省的一个市镇，属于贝尔热拉克区。

## 地理
蒙马达莱斯（44°45'58"N, 0°37'19"E）面积5.04 平方千米，位于法国新阿基坦大区多爾多涅省，该省份为法国西南部内陆省份，是法國本土面积第三大的省，大致对应佩里戈尔地区，北起顺时针与夏朗德省、上维埃纳省、科雷兹省、洛特省、洛特-加龙省、吉倫特省和滨海夏朗德省接壤。
与蒙马达莱斯接壤的市镇（或旧市镇、城区）包括：福村、圣欧班德朗凯、蒙托、圣塞尔南-德拉巴尔德。

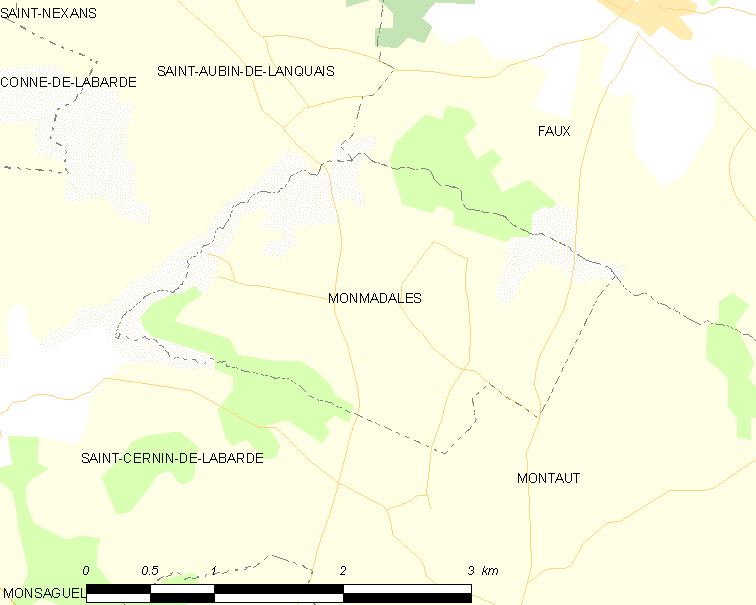
蒙马达莱斯的OSM定位图

蒙马达莱斯的时区为UTC+01:00、UTC+02:00（夏令时）。

## 行政
蒙马达莱斯的邮政编码为24560，INSEE市镇编码为24278。

## 政治
蒙马达莱斯所属的省级选区为南贝尔热拉库瓦县。

## 人口

1962-2008年间蒙马达莱斯人口变化图示

蒙马达莱斯于2022年1月1日时的人口数量为80人。